# Andrzej Kolikowski
Andrzej Kolikowski, pseudonim „Pershing” (ur. 19 stycznia 1954 w Ołtarzewie, zm. 5 grudnia 1999 w Zakopanem) – polski gangster.

## Życiorys
Urodził się 19 stycznia 1954 w Ołtarzewie koło Ożarowa Mazowieckiego. W 1973 uzyskał zawód mechanika samochodowego, pracował następnie w ożarowskiej fabryce kabli. Uprawiał również sport, grając w lokalnej drużynie piłki nożnej i trenując zapasy. W latach 70. XX w. nawiązał współpracę z Jeremiaszem Barańskim, ps. „Baranina”, dzięki pomocy którego wyjechał do Niemiec. Zdobył tam kontakty w świecie przestępczym i zarobił pieniądze na otwarcie własnej działalności w Polsce. Autorytet wśród gangsterów miał zyskać po pobiciu przestępcy Janusza S., ps. „Dzik”.
Dzięki pomocy Marka M., ps. „Gruby Marek” Kolikowski otworzył w latach 80. XX w. w Warszawie własny dom gry (wspólnie z Leszkiem Danielakiem, ps. „Wańka”), przynoszący duże dochody. Jednocześnie obstawiał wyścigi konne na warszawskim torze Służewiec i grał w ruletkę w kasynie w hotelu Marriott. Gangster Pershing konie i ruletkę wymieniał jako swoje największe pasje. Kolejną było „odzyskiwanie długów”, tj. wymuszanie haraczy, czego dokonywała kierowana przez niego grupa ożarowska (najechała m.in. na hurtownię pod Mińskiem Mazowieckim). W pierwszej połowie lat 90. XX w. grupa ożarowska stała się częścią gangu pruszkowskiego, natomiast Kolikowski – członkiem jego zarządu, a z czasem niekwestionowanym liderem.
Od 1983 nie był zatrudniony. Przeprowadzona w połowie lat 90. XX w. kontrola jego majątku wykazała, że w latach 1990–1994 wydał o ponad 2,5 mld zł więcej, niż deklarował w przychodach. Kontrolerom skarbowym tłumaczył, że pieniądze zarobił w trakcie pobytu w Niemczech, podczas gry w ruletkę oraz dzięki zleceniom odzyskiwania długów od przedsiębiorców.
W 1994 przeprowadzono trzy nieudane zamachy na jego życie. Najpierw w marcu eksplodowała bomba w pubie, w którym przebywał. W dwa miesiące później przestępcy z grupy wołomińskiej ostrzelali jego rezydencję, raniąc ochroniarza. W lipcu na parkingu przy torze Służewiec zdetonowano ładunek wybuchowy w jego mercedesie – przeżył, bowiem na krótko przed eksplozją opuścił samochód. Złożył następnie zeznania, z których wynikało, że wybuch pojazdu spowodowany był nieszczelnym przewodem paliwowym.
Po opuszczeniu w 1998 aresztu śledczego został powoli odsunięty od władzy w gangu pruszkowskim i zajął się prowadzeniem własnej działalności. Sprawował nadzór nad kilkoma tysiącami automatów do gier losowych, co przynosiło mu wysokie dochody. Szukał możliwości dobrego ulokowania i wyprania zarobionych pieniędzy (rozważał kupno fabryk tekstylnych i fonograficznych). Jego osobą interesował się wówczas Urząd Ochrony Państwa. Pod koniec życia podjął próbę rozpoczęcia legalnej działalności, zakładając pod Gdańskiem wytwórnię płyt CD.
Utrzymywał kontakty z politykiem i wicepremierem Ireneuszem Sekułą, ministrem sportu Jackiem Dębskim, przedsiębiorcami: współzałożycielem spółki Art-B Bogusławem Bagsikiem i właścicielem Zakładów Futrzarskich w Kurowie Wiesławem Peciakiem, ps. „Wicek”, oraz jasnowidzem Krzysztofem Jackowskim, z którego usług korzystał od początku lat 90. XX w. Jako kibic uczestniczył w walkach bokserskich Andrzeja Gołoty w Stanach Zjednoczonych, m.in. w pojedynku z Michaelem Grantem w listopadzie 1999. W wywiadzie prasowym udzielonym w 2004 pięściarz zaprzeczył doniesieniom, jakoby był ochroniarzem Kolikowskiego.
Kolikowski był rozwodnikiem, miał córkę. W Ożarowie Mazowieckim posiadał willę z basenem i kortem tenisowym.

## Procesy sądowe
Oskarżony był o paserstwo. Według ustaleń prokuratury zakupił w 1991 samochód ciężarowy wypełniony kradzionymi papierosami (miał za nie zapłacić 240 tys. zł, tj. połowę czarnorynkowej wartości towaru). Sprawa nie dobiegła jednak końca, bowiem główny świadek bał się sądowej konfrontacji z Kolikowskim, ukrywając się bądź przesyłając zaświadczenia o stanach lękowo-depresyjnych, a w ostateczności znikając.
W sierpniu 1994 Kolikowski został zatrzymany w Sopocie przez policję, a następnie tymczasowo aresztowany pod zarzutem wymuszenia rozbójniczego. W marcu 1995 został oskarżony o sprzedaż skradzionego we Francji samochodu, posługiwanie się fałszywymi dokumentami oraz wymuszenie spłaty długu. Jego obrońcą został mecenas Tadeusz de Virion, a w procesie zeznawał pierwszy w Polsce świadek incognito. Kolikowski nie przyznał się do zarzucanych mu czynów, twierdząc, że jego wizerunek jako gangstera został wykreowany przez media. W lutym 1996 został skazany przez Sąd Wojewódzki w Warszawie na karę czterech lat pozbawienia wolności i 25 tys. zł grzywny za zmuszanie współwłaściciela myjni samochodowej na Żoliborzu do spłaty 40 tys. dolarów amerykańskich długu oraz kupno i sprzedaż pochodzącego z kradzieży samochodu marki Renault. We wrześniu tego samego roku warszawski Sąd Apelacyjny utrzymał w mocy wyrok sądu wojewódzkiego.
Karę pozbawienia wolności odbywał w Areszcie Śledczym w Warszawie-Białołęce. Opuścił go 10 sierpnia 1998.
W grudniu 1996 został uniewinniony przez Sąd Wojewódzki w Lublinie od zarzutu torturowania dwóch członków radomskiego gangu karateków (miał uderzać mężczyzn kijem baseballowym).

## Zabójstwo
Kolikowski został zamordowany w niedzielę 5 grudnia 1999 ok. godz. 15:40 podczas pobytu wypoczynkowego w Zakopanem. Wtedy to wrócił z nart z towarzyszącą mu kobietą (studentką) na parking poniżej hotelu „Kasprowy”. Gdy zaczął pakować bagaże do swojego samochodu Mercedes-Benz S 500, kobieta skierowała się do wypożyczalni, aby zwrócić sprzęt. Wówczas z zaparkowanego po drugiej stronie drogi zielonego audi wyszło dwóch zamaskowanych mężczyzn i oddało dwa strzały w głowę Kolikowskiego. Kolejne strzały, tym razem w klatkę piersiową, zostały oddane, gdy Kolikowski leżał już na ziemi. Nieskuteczną próbę resuscytacji podjął przebywający w pobliżu narciarz, z zawodu lekarz.
Sprawcy zabójstwa szybko odjechali z miejsca przestępstwa, policji nie udało się ich zatrzymać, pomimo zarządzonej blokady dróg. W momencie morderstwa w mercedesie Kolikowskiego przebywał jego przyjaciel z Zakopanego. Chwilę po oddaniu strzałów do leżącego Kolikowskiego podbiegła towarzysząca mu Patrycja R. i przeszukała jego bezrękawnik. Ze znalezionego telefonu komórkowego wyjęła kartę SIM i ją zniszczyła.
Zgodnie z zeznaniami świadka koronnego i uczestnika zabójstwa Adama K., ps. „Dziadek” oraz innymi relacjami i dowodami, do Kolikowskiego strzelał Ryszard Bogucki. W morderstwie uczestniczył również Ryszard Niemczyk, ps. „Rzeźnik”, który dla odwrócenia uwagi strzelał z broni automatycznej w powietrze. Trzej przestępcy przybyli do Zakopanego pod fałszywymi nazwiskami.
W 2003 Sąd Okręgowy w Nowym Sączu skazał Ryszarda Boguckiego na karę 25 lat pozbawienia wolności za zabójstwo Kolikowskiego, natomiast Mirosława Danielaka, ps. „Malizna” – na karę 10 lat pozbawienia wolności za zlecenie tego morderstwa. Sąd uznał, że powodem zabójstwa była chęć zajęcia przez sprawców wyższej pozycji w gangu pruszkowskim. W 2004 Sąd Apelacyjny w Krakowie utrzymał wyrok w mocy. W 2006 Sąd Najwyższy oddalił kasacje obrony obu przestępców jako „oczywiście bezzasadne”. W 2007 Sąd Okręgowy w Bielsku-Białej uznał Ryszarda Niemczyka winnym zarzucanych mu 13 czynów, w tym udziału w zabójstwie Kolikowskiego, i skazał go na karę 25 lat pozbawienia wolności. W 2008 wyrok w mocy utrzymał Sąd Apelacyjny w Katowicach. W tym samym roku Sąd Najwyższy oddalił kasację obrony.
Urna z prochami Andrzeja Kolikowskiego została złożona na cmentarzu w Ołtarzewie pod Warszawą. Jego grób znajduje się po prawej stronie od kapliczki, w trzeciej alejce po lewej (23A).